# ポケモンキッズ
ポケモンキッズとは、
- 株式会社バンダイが発売しているポケットモンスターを扱ったソフビ人形玩具で、販売開始25周年を迎えた長期食玩シリーズ。本項で詳述する。
- ポケモンソングを歌う4人組のコーラス・グループ。劇場版ポケットモンスター第1作「劇場版ポケットモンスター ミュウツーの逆襲」主題歌である小林幸子の曲「風といっしょに」などを歌った。

（ポケモンキッズ2019）
- ポケモンソングを歌う7人組のコーラス・グループ。劇場版ポケットモンスター第22作「劇場版ポケットモンスター ミュウツーの逆襲 EVOLUTION」主題歌である小林幸子&中川翔子の曲「風といっしょに」などを歌った。

ポケモンキッズは1996年10月から株式会社バンダイにより販売されている「ポケットモンスター」を扱った彩色済みソフビ人形玩具である。現在でも数多くが企画・発売されている長期シリーズで、2011年10月で15周年を迎えた。

## 概要
ポケットモンスターのキャラクターたちをソフビでできた小型の指人形に仕上げたもの。1996年10月に第一弾が発売されて以来、登場したすべてのポケモンたちが商品化され、総数は実に1000種類以上にもなる。アニメ放映前から発売は開始されており、基本的にデザインはゲーム版に準じている。ただ、再発売時などにアニメに近いデザインに変更されているものもある。
安さと、子供から大人まで馴染みがもてる仕上がりで大人気を博し、バンダイの看板商品といっても過言ではないほどに成長した。
現在では同じキャラクターでもポーズを変えて販売したり、「技」を使っているシーンを人形化したり、あるいは大きなサイズで販売したりとバリエーションも豊富になっている。
また、販売10周年を記念したバンダイ公式ファンブック「ポケモンキッズパーフェクトコレクション」も2006年12月に発行された。
2009年7月発売のポケモンキッズDPぜんこく図鑑版4より値上げされ、2013年10月発売のポケモンキッズXY 新たな冒険のはじまり編よりさらに値上げされている。

## 形式
基本は小型の紙箱に
ソフビ人形
ラムネ（2016年以降はガム）
おまけ（シールやカード）
が入っており、通常1個ごとで販売されている（スペシャルセットや特別商品を除く）。
販売場所は主に全国のスーパーマーケットや玩具店（玩具を取り扱うイトーヨーカドーでは食料品売場・玩具売場のそれぞれに置かれている）、百貨店、コンビニエンスストア、ポケモンセンターなど。

## 発売リスト（レギュラー商品）
- この項ではレギュラー商品を記す。
- 1996～1998年代ではポケットモンスター 赤・緑に登場したキャラクターを商品化した。
- 1999～2001年代では主にポケットモンスター 金・銀から登場したキャラクターを商品化した。
- 2002～2006年代では主にポケットモンスター ルビー・サファイアから登場したキャラクターを商品化した。
- 2006年下旬～2010年代では主にポケットモンスター ダイヤモンド・パールから登場したキャラクターを商品化した。
- 2010年下旬～2013年代では主にポケットモンスター ブラック・ホワイトから登場したキャラクターを商品化した。
- 2013年下旬～2015年代では主にポケットモンスター X・Yから登場したキャラクターを商品化した。
- 2016年下旬～2019年代では主にポケットモンスターサン・ムーンから登場したキャラクターを商品化した。
- 2019年下旬からは主にアニメ「ポケットモンスター(2020年)」やポケットモンスターソード・シールドから登場したキャラクターを商品化している。

＊・・・・・・クローズドパッケージ。それ以外は全てオープンパッケージ。
【】・・・・・・その商品のパッケージを飾ったポケモン。

### 1996年
| 発売月 | 商品名                   | ラインナップ | パッケージ     |
| ------ | ------------------------ | ------------ | -------------- |
| 10月   | ＊ポケモンキッズ         | 全8種        | 【リザードン】 |
| 12月   | ＊ポケモンキッズ (part2) | 全12種       | 【リザードン】 |

### 1997年
| 発売月 | 商品名                   | ラインナップ | パッケージ     |
| ------ | ------------------------ | ------------ | -------------- |
| 2月    | ＊ポケモンキッズ (part3) | 全15種       | 【リザードン】 |
| 5月    | 新ポケモンキッズ         | 全12種       | 【フシギソウ】 |
| 6月    | ポケモンキッズ (part4)   | 全20種       | 【カビゴン】   |
| 8月    | 新ポケモンキッズ (part2) | 全20種       | 【ピカチュウ】 |
| 12月   | ポケモンキッズ (part5)   | 全20種       | 【プリン】     |

### 1998年
| 発売月 | 商品名                        | ラインナップ | パッケージ     |
| ------ | ----------------------------- | ------------ | -------------- |
| 5月    | 新ポケモンキッズ (part3)      | 全20種       | 【サワムラー】 |
| 8月    | 新ポケモンキッズ (part4)      | 全17種       | 【エビワラー】 |
| 11月   | 新ポケモンキッズ (part5)      | 全18種       | 【ギャラドス】 |
| 12月   | ポケモンキッズ 復刻バージョン | 全20種       | 【ミュウツー】 |

### 1999年
| 発売月 | 商品名                           | ラインナップ | パッケージ   |
| ------ | -------------------------------- | ------------ | ------------ |
| 6月    | ポケモンキッズ 復刻バージョン2   | 全20種       | 【ピクシー】 |
| 9月    | ポケモンキッズシリーズII         | 全7種        | 【マリル】   |
| 12月   | ポケモンキッズシリーズII (part2) | 全8種        | 【ワニノコ】 |

### 2000年
| 発売月 | 商品名                             | ラインナップ | パッケージ   |
| ------ | ---------------------------------- | ------------ | ------------ |
| 3月    | ポケモンキッズシリーズII (part3)   | 全8種        | 【ハッサム】 |
| 5月    | 新ポケモンキッズシリーズII         | 全12種       | 【ピチュー】 |
| 6月    | ポケモンキッズ 復刻バージョン3     | 全20種       | 【ミュウ】   |
| 8月    | 新ポケモンキッズシリーズII (part2) | 全13種       | 【エンテイ】 |
| 12月   | 新ポケモンキッズシリーズII (part3) | 全13種       | 【ライコウ】 |

### 2001年
| 発売月 | 商品名                             | ラインナップ | パッケージ     |
| ------ | ---------------------------------- | ------------ | -------------- |
| 3月    | 新ポケモンキッズシリーズII (part4) | 全13種       | 【スイクン】   |
| 6月    | 新ポケモンキッズシリーズII (part5) | 全14種       | 【ルギア】     |
| 12月   | 新ポケモンキッズシリーズII (part6) | 全13種       | 【ホウオウ】   |
| 12月   | ザ・ポケモンキッズ                 | 全20種       | 【ピカチュウ】 |

### 2002年
| 発売月 | 商品名                   | ラインナップ | パッケージ     |
| ------ | ------------------------ | ------------ | -------------- |
| 9月    | ザ・ポケモンキッズ2      | 全19種       | 【ピカチュウ】 |
| 12月   | ポケモンキッズアドバンス | 全11種       | 【ピカチュウ】 |

### 2003年
| 発売月 | 商品名                         | ラインナップ | パッケージ             |
| ------ | ------------------------------ | ------------ | ---------------------- |
| 4月    | ポケモンキッズアドバンス2      | 全19種       | 【バシャーモ】         |
| 7月    | ポケモンキッズアドバンス3      | 全13種       | 【グラードン】         |
| 11月   | ザ・ポケモンキッズ復刻シリーズ | 全20種       | -                      |
| 12月   | ポケモンキッズアドバンス4      | 全13種       | 【プラスル・マイナン】 |

### 2004年
| 発売月 | 商品名                                       | ラインナップ | パッケージ     |
| ------ | -------------------------------------------- | ------------ | -------------- |
| 3月    | ポケモンキッズアドバンス5                    | 全14種       | 【カイオーガ】 |
| 4月    | ポケモンキッズファイアレッド&リーフグリーン  | 全15種       | -              |
| 6月    | ザ・ポケモンキッズ復刻シリーズ2              | 全20種       | -              |
| 7月    | ポケモンキッズアドバンス6                    | 全15種       | 【デオキシス】 |
| 9月    | ポケモンキッズファイアレッド&リーフグリーン2 | 全17種       | -              |
| 10月   | ポケモンキッズアドバンス7                    | 全14種       | 【ラグラージ】 |
| 12月   | ザ・ポケモンキッズ復刻シリーズ3              | 全18種       | -              |

### 2005年
4月発売の「ポケモンキッズアドバンス9」からパッケージのデザインポケモンはそれぞれの箱の中身と対応するようになった（この時点以前は統一されていた）。
例えば中に「ピカチュウ」が入っているなら、その箱の全面イラストに「ピカチュウ」が描かれるようになった。これにより一目で中に何が入っているかわかるようになり、また商品陳列においても色鮮やかに見栄えが良くなった。
10月からキャラクターが繰り出すわざを表現した新シリーズ「キメわざポケモンキッズ」が販売開始。
| 発売月 | 商品名                                       | ラインナップ | パッケージ     |
| ------ | -------------------------------------------- | ------------ | -------------- |
| 1月    | ポケモンキッズアドバンス8                    | 全16種       | 【レックウザ】 |
| 3月    | ポケモンキッズファイアレッド&リーフグリーン3 | 全16種       | -              |
| 4月    | ポケモンキッズアドバンス9                    | 全15種       | -              |
| 6月    | ザ・ポケモンキッズ復刻シリーズ4              | 全18種       | -              |
| 7月    | ポケモンキッズアドバンス10                   | 全16種       | -              |
| 9月    | ポケモンキッズファイアレッド&リーフグリーン4 | 全19種       | -              |
| 10月   | キメわざポケモンキッズ                       | 全15種       | -              |
| 12月   | ザ・ポケモンキッズ復刻シリーズ5              | 全20種       | -              |

### 2006年
11月発売の「ポケモンキッズダイヤモンド＆パール」から新シリーズ展開に伴い、箱のデザインが一新。DSソフトパッケージをイメージしたような背景に、キャラクターが大きくあしらわれるようになった。また、キャラクターのタイプ（例：ほのおタイプなら火）にあわせたデザインが箱絵に加わるようになり、より店頭でも色鮮やかになった。
| 発売月 | 商品名                                       | ラインナップ |
| ------ | -------------------------------------------- | ------------ |
| 1月    | キメわざポケモンキッズ2                      | 全15種       |
| 3月    | ポケモンキッズファイアレッド&リーフグリーン5 | 全20種       |
| 4月    | キメわざポケモンキッズ3                      | 全17種       |
| 5月    | ザ・ポケモンキッズ復刻シリーズ6              | 全20種       |
| 7月    | キメわざポケモンキッズ4                      | 全16種       |
| 9月    | ポケモンキッズファイアレッド&リーフグリーン6 | 全19種       |
| 10月   | キメわざポケモンキッズ5                      | 全16種       |
| 11月   | ポケモンキッズダイヤモンド＆パール           | 全15種       |
| 12月   | ポケモンキッズアンコール                     | 全19種       |

### 2007年
| 発売月 | 商品名                              | ラインナップ |
| ------ | ----------------------------------- | ------------ |
| 2月    | ポケモンキッズダイヤモンド＆パール2 | 全15種       |
| 3月    | キメわざポケモンキッズ6             | 全16種       |
| 5月    | ポケモンキッズダイヤモンド＆パール3 | 全15種       |
| 6月    | ポケモンキッズアンコール2           | 全18種       |
| 7月    | ポケモンキッズダイヤモンド＆パール4 | 全15種       |
| 9月    | キメわざポケモンキッズ7             | 全13種       |
| 10月   | ポケモンキッズダイヤモンド＆パール5 | 全15種       |
| 12月   | ポケモンキッズアンコール3           | 全17種       |

### 2008年
10月発売の「ポケモンキッズDP ぜんこく図鑑版」以降、クリアバージョンの封入が廃止となった。
| 発売月 | 商品名                              | ラインナップ |
| ------ | ----------------------------------- | ------------ |
| 1月    | ポケモンキッズダイヤモンド＆パール6 | 全14種       |
| 3月    | キメわざポケモンキッズ8             | 全14種       |
| 4月    | ポケモンキッズダイヤモンド＆パール7 | 全14種       |
| 5月    | ポケモンキッズアンコール4           | 全17種       |
| 7月    | ポケモンキッズダイヤモンド＆パール8 | 全14種       |
| 10月   | ポケモンキッズDP ぜんこく図鑑版     | 全15種       |
| 12月   | キメわざポケモンキッズDP            | 全15種       |

### 2009年
| 発売月 | 商品名                           | ラインナップ |
| ------ | -------------------------------- | ------------ |
| 1月    | ポケモンキッズDP ぜんこく図鑑版2 | 全15種       |
| 3月    | キメわざポケモンキッズDP2        | 全14種       |
| 4月    | ポケモンキッズDP ぜんこく図鑑版3 | 全15種       |
| 5月    | キメわざポケモンキッズDP3        | 全15種       |
| 7月    | ポケモンキッズDP ぜんこく図鑑版4 | 全14種       |
| 9月    | ポケモンキッズDP ジョウト地方編  | 全15種       |
| 10月   | ポケモンキッズDP ぜんこく図鑑版5 | 全15種       |
| 12月   | キメわざポケモンキッズDP4        | 全15種       |

### 2010年
11月発売の「ポケモンキッズベストウィッシュ ～サトシ旅立ち編～」から新シリーズとなり、商品名が通し番号から「～○○編～」という形になった。
| 発売月 | 商品名                                                  | ラインナップ |
| ------ | ------------------------------------------------------- | ------------ |
| 1月    | ポケモンキッズDP ぜんこく図鑑版6                        | 全18種       |
| 3月    | ポケモンキッズDP ジョウト地方編2                        | 全16種       |
| 4月    | ポケモンキッズDP ぜんこく図鑑版7                        | 全16種       |
| 5月    | キメわざポケモンキッズDP5                               | 全18種       |
| 7月    | ポケモンキッズDP ぜんこく図鑑版8                        | 全14種       |
| 8月    | ポケモンキッズアニメセレクション                        | 全17種       |
| 9月    | キメわざポケモンキッズDP6                               | 全15種       |
| 11月   | ポケモンキッズベストウイッシュ ～サトシ旅立ち編～       | 全7種        |
| 12月   | ポケモンキッズベストウイッシュ ～レシラム・ゼクロム編～ | 全14種       |

### 2011年
| 発売月 | 商品名                                          | ラインナップ |
| ------ | ----------------------------------------------- | ------------ |
| 2月    | ポケモンキッズベストウイッシュ ～チャオブー編～ | 全15種       |
| 4月    | ポケモンキッズベストウイッシュ ～ジャノビー編～ | 全15種       |
| 5月    | キメわざポケモンキッズBW                        | 全15種       |
| 6月    | ポケモンキッズベストウイッシュ ～フタチマル編～ | 全15種       |
| 8月    | ポケモンキッズベストウイッシュ ～ダイケンキ編～ | 全14種       |
| 10月   | ポケモンキッズベストウイッシュ ～ジャローダ編～ | 全12種       |
| 12月   | ポケモンキッズベストウイッシュ ～ランドロス編～ | 全12種       |

### 2012年
| 発売月 | 商品名                                                                  | ラインナップ |
| ------ | ----------------------------------------------------------------------- | ------------ |
| 1月    | キメわざポケモンキッズBW2                                               | 全14種       |
| 2月    | ポケモンキッズベストウイッシュ ～コバルオン編～                         | 全13種       |
| 4月    | ポケモンキッズベストウイッシュ ～ビリジオン編～                         | 全14種       |
| 6月    | ポケモンキッズベストウイッシュ ～ケルディオ編～                         | 全11種       |
| 7月    | ポケモンキッズベストウイッシュ ～ブラックキュレム・ホワイトキュレム編～ | 全11種       |
| 8月    | ポケモンキッズベストウイッシュ ～メロエッタ（ステップフォルム）編～     | 全12種       |
| 10月   | ポケモンキッズベストウイッシュ ～ポッチャマ編～                         | 全12種       |
| 11月   | キメわざポケモンキッズBW3                                               | 全11種       |
| 12月   | ポケモンキッズベストウイッシュ ～イーブイ編～                           | 全11種       |

### 2013年
| 発売月 | 商品名                                          | ラインナップ |
| ------ | ----------------------------------------------- | ------------ |
| 2月    | ポケモンキッズベストウイッシュ ～ゲノセクト編～ | 全12種       |
| 3月    | キメわざポケモンキッズBW4                       | 全10種       |
| 4月    | ポケモンキッズベストウイッシュ ～レシラム編～   | 全11種       |
| 6月    | ポケモンキッズベストウイッシュ ～ミュウツー編～ | 全12種       |
| 7月    | ポケモンキッズベストウイッシュ ～ニンフィア編～ | 全12種       |
| 8月    | キメわざポケモンキッズBW5                       | 全12種       |
| 10月   | ポケモンキッズXY 新たな冒険のはじまり編         | 全12種       |
| 12月   | ポケモンキッズXY ポケモンとの新たな出会い編     | 全12種       |

### 2014年
| 発売月 | 商品名                                    | ラインナップ |
| ------ | ----------------------------------------- | ------------ |
| 2月    | ポケモンキッズXY メガミュウツーY登場編    | 全12種       |
| 4月    | キメわざポケモンキッズXY                  | 全11種       |
| 4月    | ポケモンキッズXY メガシンカ続々登場編     | 全12種       |
| 6月    | ポケモンキッズXY 登場！メガルカリオ編     | 全12種       |
| 8月    | ポケモンキッズXY ポケモン・ザ・ムービーXY | 全12種       |
| 12月   | ポケモンキッズXY 登場！ゲンシグラードン編 | 全12種       |

### 2015年
7月発売の「ポケモンキッズXY おでまし！フーパ編」以降、XYシリーズのポケモンキッズは発売はなく、15体のポケモンがラインナップされないままに新シリーズへ移行した。
その後、2019年10月にプレミアムバンダイ限定で残りの15体＋サトシゲッコウガがカロススペシャル編として販売された。
| 発売月 | 商品名                                    | ラインナップ |
| ------ | ----------------------------------------- | ------------ |
| 1月    | ポケモンキッズXY 登場！ゲンシカイオーガ編 | 全12種       |
| 4月    | ポケモンキッズXY 圧倒！メガレックウザ編   | 全12種       |
| 7月    | ポケモンキッズXY おでまし！フーパ編       | 全8種        |

### 2016年
新シリーズに伴い、ラインナップのポケモンキッズイラスト（実物大サイズ）があしらわれた商品パッケージとなり、クローズドパッケージに変更。
| 発売月 | 商品名                                                | ラインナップ |
| ------ | ----------------------------------------------------- | ------------ |
| 12月   | ＊ポケモンキッズサン＆ムーン アローラ地方を大冒険！編 | 全8種        |

### 2017年
再びクローズドパッケージからオープンパッケージ（中身を選べる方式）に変更。
| 発売月 | 商品名                                         | ラインナップ |
| ------ | ---------------------------------------------- | ------------ |
| 3月    | ポケモンキッズサン＆ムーン VS カプ・コケコ！編 | 全8種        |
| 7月    | ポケモンキッズ キミにきめた！編                | 全8種        |
| 11月   | ポケモンキッズ サン＆ムーン ソルガレオ編       | 全7種        |

### 2018年
ポケモンキッズ(初代復刻弾) をもって、ポケモンキッズ累計販売個数が3億個突破した。
| 発売月 | 商品名                                                    | ラインナップ            |
| ------ | --------------------------------------------------------- | ----------------------- |
| 2月    | ポケモンキッズサン＆ムーン ウルトラビースト登場！編       | 全7種                   |
| 4月    | ポケモンキッズサン＆ムーン ウルトラガーディアンズ出動！編 | 全7種                   |
| 7月    | ポケモンキッズ みんなの物語編                             | 全8種                   |
| 12月   | ＊ポケモンキッズ(初代復刻弾)                              | 全10種＋シークレット1種 |

### 2019年
| 発売月 | 商品名                                        | ラインナップ          |
| ------ | --------------------------------------------- | --------------------- |
| 4月    | ポケモンキッズサン＆ムーン 新発見！メルタン編 | 全14種＋スペシャル1種 |
| 7月    | ポケモンキッズ ミュウツーの逆襲 EVOLUTION編   | 全12種＋スペシャル1種 |
| 11月   | ポケモンキッズ 新ポケモンGETだぜ！編          | 全9種                 |

### 2020年
| 発売月 | 商品名                                               | ラインナップ |
| ------ | ---------------------------------------------------- | ------------ |
| 2月    | ポケモンキッズ 出発！ ポケットモンスターの世界へ！編 | 全11種       |
| 4月    | ポケモンキッズ サトシ＆ゴウ編                        | 全11種       |
| 8月    | ポケモンキッズ ココ編                                | 全10種       |
| 10月   | ポケモンキッズ ムゲンダイナ編                        | 全12種       |

### 2021年
ポケモンキッズ発売25周年を迎える。
| 発売月 | 商品名                                      | ラインナップ          |
| ------ | ------------------------------------------- | --------------------- |
| 2月    | ポケモンキッズ 夢に向かってゴー！編         | 全16種＋スペシャル1種 |
| 5月    | ポケモンキッズ ピカチュウピカピカ大集合！編 | 全12種                |
| 6月    | ポケモンキッズ 目指せ！マスターズエイト編   | 全15種                |
| 10月   | ポケモンキッズ シンオウ地方＆ガラル地方編   | 全14種                |

### 2022年
| 発売月 | 商品名                                                | ラインナップ         |
| ------ | ----------------------------------------------------- | -------------------- |
| 2月    | ポケモンキッズ ディアルガ＆パルキア＆アルセウス編     | 全15種               |
| 4月    | ポケモンキッズ プロジェクト・ミュウ編                 | 全15種               |
| 8月    | ポケモンキッズ ポケモンワールドチャンピオンシップス編 | 全15種               |
| 11月   | ポケモンキッズ 旅のなかまたち編                       | 全14種+スペシャル1種 |

### 2023年
| 発売月 | 商品名                                     | ラインナップ |
| ------ | ------------------------------------------ | ------------ |
| 2月    | ポケモンキッズ 思い出のポケモンGET!編      | 全15種       |
| 5月    | ポケモンキッズ パルデア地方編              | 全15種       |
| 8月    | ポケモンキッズ グレンアルマ&ソウブレイズ編 | 全15種       |
| 11月   | ポケモンキッズ 仲間たちと冒険の世界へ!編   | 全15種       |

### 2024年
| 発売月 | 商品名                                    | ラインナップ |
| ------ | ----------------------------------------- | ------------ |
| 2月    | ポケモンキッズ キミとポケモンの出会い編   | 全15種       |
| 5月    | ポケモンキッズ ゴー！ゴー！パルデア地方編 | 全15種       |
| 8月    | ポケモンキッズ リコと旅の仲間たち編       | 全15種       |

## 発売リスト（特別商品）

### 1990年代
- ポケモンキッズDX - 1997年5月発売
- ポケモンキッズDX97 - 1997年7月発売
- ポケモンキッズスペシャル - 1997年12月発売
- ポケモンキッズDX98 - 1998年3月発売
- DXポケモンキッズシリーズ - 1998年7月発売
- DXポケモンキッズシリーズ2 - 1998年11月発売
- ポケモンキャラキッズ - 1999年1月発売
- DXポケモンキッズシリーズ3 - 1999年3月発売
- ポケモンアニメキッズ - 1999年3月発売
- DXポケモンキッズシリーズ4 - 1999年7月発売
- ポケモンアニメキッズ(part2) - 1999年7月発売
- DXポケモンキッズシリーズ5 - 1999年11月発売

### 2000年代
- ポケモンキッズであそぼう - 2000年7月発売
- ポケモンキッズムービーズ2003 - 2003年7月発売
- ポケモンキッズムービーズ2004 - 2004年7月発売
- ポケモンエアキッズ - 2005年3月発売
- ポケモンキッズムービーズ2005 - 2005年7月発売
- ポケモンキッズゼリー（クローズドパッケージ） - 2005年夏季限定発売
- ポケモンキッズDX（2005年版） - 2005年8月発売
- ポケモンキッズDX2 - 2006年1月発売
- ポケモンエアキッズ2 - 2006年2月発売
- ポケモンキッズムービーズ2006 - 2006年8月発売
- ポケモンキッズDX3 - 2006年8月発売
- ポケモンキッズ10thアニバーサリーBOX - 2006年発売
- ポケモンキッズDXダイヤモンド＆パール - 2007年1月発売
- ポケモンキッズムービーズ2007 - 2007年7月発売
- ポケモンキッズDXダイヤモンド＆パール2 - 2007年8月発売
- ポケモンキッズムービーズ2008 - 2008年7月発売
- ポケモンキッズDXダイヤモンド＆パール3 - 2008年8月発売
- ポケモンキッズDXダイヤモンド＆パール4 - 2009年2月発売
- ポケモンキッズムービーズ2009 - 2009年7月発売
- ポケモンキッズDXダイヤモンド＆パール5 - 2009年8月発売

### 2010年代
- ポケモンキッズムービーズ2010 - 2010年7月発売
- ポケモンキッズDXベストウイッシュ1 - 2011年1月発売
- ポケモンキャラキッズW - 2011年2月発売
- ポケモンキッズDXベストウイッシュ2 - 2011年3月発売
- ポケモンキッズスペシャル - 2011年9月発売
- ポケモンキッズムービースペシャル - 2013年7月発売
- ポケモンキッズDX XY - 2014年4月発売
- ポケモンキッズ  カロススペシャル編【プレミアムバンダイ限定】- 2019年10月発売

### 2020年代
- キョダイマックスポケモンキッズ - 2020年11月発売
- キョダイマックスポケモンキッズ2 - 2021年3月発売

## 限定品

### キャンペーン
| 年     | キャンペーン名                                                                                     | ラインナップ |
| ------ | -------------------------------------------------------------------------------------------------- | --- |
| 2003年 | 色ちがいポケモンキッズ スペシャル編                                                                | アチャモ、ミズゴロウ、キモリ、ラティアス、ラティオス（色違い）                                                           |
| 2003年 | 色ちがいポケモンキッズ ふゆ                                                                        | アゲハント、バシャーモ、ハスボー、ヘイガニ、ホエルオー（色違い）                                                         |
| 2004年 | 色ちがいポケモンキッズ はる                                                                        | サボネア、スバメ、ジュプトル、フライゴン、ヌマクロー（色違い）                                                           |
| 2004年 | 色ちがいポケモンキッズ なつ                                                                        | ハブネーク、エネコ、アブソル、ワカシャモ、ドクケイル（色違い）                                                           |
| 2004年 | 色ちがいポケモンキッズ あき                                                                        | プラスル、マイナン、ジュカイン、ロゼリア、ラグラージ（色違い）                                                           |
| 2005年 | 色ちがいポケモンキッズ スタート編                                                                  | ギャラドス、ミズゴロウ、アチャモ、キモリ、オオスバメ（色違い）                                                           |
| 2005年 | 色ちがいポケモンキッズ はる編                                                                      | フシギダネ、フシギソウ、フシギバナ、ユキワラシ、カイオーガ（色違い）                                                     |
| 2005年 | 色ちがいポケモンキッズ なつ編                                                                      | ゼニガメ、カメール、カメックス、グラードン、チリーン（色違い）                                                           |
| 2005年 | 色ちがいポケモンキッズ ふぁぃなる編                                                                | ヒトカゲ、リザード、リザードン、レックウザ、ボーマンダ（色違い）                                                         |
| 2006年 | ポケモンキッズ10周年キャンペーン アニバーサリーピカチュウ編                                        | アニバーサリーピカチュウ                                                                                                 |
| 2006年 | ポケモンキッズ10周年キャンペーン ビッグピカチュウ編                                                | ビックサイズのピカチュウ                                                                                                 |
| 2008年 | 色ちがいポケモンキッズ 10体セット編                                                                | ナエトル、ポッチャマ、ヒコザル、エレキブル、パチリス、グレッグル、ミミロル、ブーバーン、グレイシア、リーフィア（色違い） |
| 2009年 | 色ちがいポケモンキッズ 6体セット                                                                   | ナエトル、ポッチャマ、ヒコザル、エンペルト、ドダイトス、ゴウカザル（色違い）                                             |
| 2010年 | クリアポケモンキッズ 3体セット                                                                     | ツタージャ、ポカブ、ミジュマル（クリアバージョン）                                                                       |
| 2011年 | ポケモンキッズ 15thキャンペーン                                                                    | ビックサイズのピカチュウ                                                                                                 |
| 2012年 | 特製ポケモンキッズセット                                                                           | ツタージャ、ポカブ、ミジュマル（色違い）                                                                                 |
| 2013年 | ピカチュウゲットキャンペーン                                                                       | ピカチュウ（クリアバージョン）                                                                                           |
| 2014年 | ポケモンキッズ ポケモンはじめようキャンペーン                                                      | ビッグサイズのメガミュウツーＹ（第1弾）/ ハリマロン、フォッコ、ケロマツ（オリジナルポーズ）（第2弾）                     |
| 2015年 | 色違いのメガレックウザGETキャンペーン                                                              | メガレックウザ（色違い）                                                                                                 |
| 2017年 | サトシのピカチュウGETキャンペーン                                                                  | サトシのピカチュウ（キミにきめたキャップ）（ピカピカクリアバージョン）                                                   |
| 2018年 | 「#みんなのポケモンキッズ」フォトキャンペーン                                                      | ピカチュウ（ピカピカクリアバージョン）                                                                                   |
| 2021年 | シリーズ25周年記念 Wチャンスキャンペーン ポケモンキッズ ポケモンセンター型 収納BOX GETキャンペーン | シリーズ25周年記念 Wチャンスキャンペーン ポケモンキッズ ポケモンセンター型 収納BOX GETキャンペーン                       |
| 2022年 | ポケモンキッズ おっきなピカチュウGETキャンペーン                                                   | ポケモンキッズ おっきなピカチュウGETキャンペーン                                                                         |

### 付録
| 雑誌名         | 雑誌名      | ラインナップ                         |
| -------------- | ----------- | ------------------------------------ |
| 小学一年生     | 2004年2月号 | ジラーチ（蛍光版）                   |
| ポケモンファン | 2008年7月号 | シェイミ（クリアバージョン）         |
| ポケモンファン | 2009年8月号 | ギザみみピチュー（クリアバージョン） |
| ポケモンファン | 2010年7月号 | ゾロア（クリアバージョン）           |
| ポケモンファン | 2011年7月号 | ビクティニ（クリアバージョン）       |
| ポケモンファン | 2012年7月号 | ケルディオ（クリアバージョン）       |
| ポケモンファン | 2013年1月号 | ピカチュウ                           |
| ポケモンファン | 2013年8月号 | ミュウツー（クリアバージョン）       |
| ポケモンファン | 2014年5月号 | デデンネ（クリアバージョン）         |
| ポケモンファン | 2015年7月号 | フーパ（クリアバージョン）           |
| ポケモンファン | 2017年8月号 | ホウオウ（フレアバージョン）         |
| ポケモンファン | 2019年7月号 | ミュウツー（クリアバージョン）       |
| ポケモンファン | 2021年4月号 | ピカチュウ&ピチュー (特製パールver.) |

### コラボ
- ナムコ
  - ナムコでポケモンゲットだぜ!! キャンペーン（2013年4月）
  - ナムコでポケモンゲットだぜ!! キャンペーン 第2弾（2013年7月）
  - ナムコでポケモンゲットだぜ!! キャンペーン（2014年4月）
  - ナムコでポケモンゲットだぜ!! キャンペーン 第2弾（2014年6月）
- ユニクロ
  - ポケモンキッズ　ユニクロ編（2020年）